# Miss Elizabeth
Elizabeth Ann Hulette (ur. 19 listopada 1960 w Frankfort, zm. 1 maja 2003 w Marietcie) – amerykańska menedżerka w wrestlingu, lepiej znana pod pseudonimem Miss Elizabeth. Przez większość swojej kariery w World Wrestling Federation (WWF) i World Championship Wrestling (WCW) była związana z wrestlerem Randym Savage’em, któremu w kayfabe oferowała swoje usługi menedżerskie, a w rzeczywistości byli małżeństwem od 1984 do 1992. Była kreowana na osobę elegancką, lojalną i o łagodnym usposobieniu. Często jest wskazywana jako pionierka fenomenu diw w World Wrestling Entertainment, obok Precious, Baby Doll i Sunshine.

## Wczesne życie i edukacja
Urodziła się 19 listopada 1960 we Frankfort w stanie Kentucky jako Elizabeth Ann Hulette Ukończyła studia z komunikacji na Uniwersytecie Kentucky.

## Wrestling

### Insane Championship Wrestling
Pracowała jako operatorka kamery w stacji telewizyjnej swojego ojca, Donalda Edwarda Hulette, która emitowała gale wrestlingu organizacji Insane Championship Wrestling (ICW). Tam poznała wrestlera Randalla Poffo, który później stał się lepiej znany pod pseudonimem Macho Man Randy Savage. Hulette pracowała w ICW jako konferansjerka i prezenterka.

### World Wrestling Federation

#### Początki u boku Randy’ego Savage’a

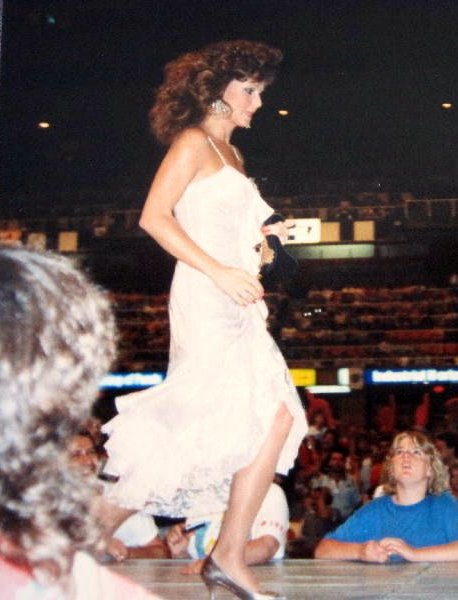
Miss Elizabeth w charakterystycznym stroju

W 1985 Randy Savage podpisał kontrakt z World Wrestling Federation (WWF). 30 lipca o względy wrestlera zabiegali menedżerowie Bobby Heenan, Mr. Fuji, Freddy Blassie, Jimmy Hart i Johnny Valiant. Randy Savage odrzucił jednak wszystkie propozycje i wybrał swojego menedżera spoza kandydatów. Była to debiutująca w organizacji Elizabeth Ann Hulette, która posługiwała się w tym czasie pseudonimem Miss Elizabeth. Komentator Vince McMahon przyrównał jej wygląd do gwiazdy filmowej.
W World Wrestling Federation Miss Elizabeth była kreowana na osobę elegancką, lojalną, cierpliwą, opanowaną i życzliwą. Zawsze występowała w eleganckiej sukni. Pomagała Randy’emu Savage’owi w trakcie jego kariery wspierając go moralnie i osłaniając go, kiedy groziło mu niebezpieczeństwo. Pomagała mu zarówno na początku, kiedy był heelem, jak i później, kiedy stał się face’em. Nazywano ją Pierwszą damą wrestlingu i zapowiadano jako osobę z Louisville w stanie Kentucky.
Między innymi dzięki jej wsparciu Randy Savage wygrał mistrzostwo WWF Intercontinental Championship, pokonując Tito Santanę w 1985.
7 kwietnia 1986 na gali WrestleMania 2 stawką w pojedynku Randy’ego Savage’a z George’em “The Animal” Steelem było mistrzostwo i usługi menedżerskie Miss Elizabeth.

#### The Mega Powers
3 października 1987 Randy Savage bronił mistrzostwa WWF Intercontinental Championship w walce przeciwko Honky Tonk Manowi. Walka zakończyła się dyskwalifikacją pretendenta do tytułu, któremu z pomocą przyszedł tag team The Hart Foundation. Miss Elizabeth próbowała osłonić Savage’a, ale została odepchnięta przez jego przeciwnika. Wtedy pobiegła na zaplecze i sprowadziła na pomoc Hulka Hogana, który uratował Savage’a, a następnie obaj uścisnęli sobie dłonie.
Z czasem Randy Savage i Hulk Hogan zaczęli sobie nawzajem pomagać i 27 marca 1988 utworzyli tag team The Mega Powers. Miss Elizabeth została menedżerką tag teamu. 29 sierpnia na gali SummerSlam pomogła swojemu tag teamowi pokonać Teda DiBiase’ego i André the Gianta w czasie wieńczącego rywalizację pojedynku. Miss Elizabeth odwróciła uwagę przeciwników zdejmując swoją spódniczkę i odwracając ich uwagę. 24 listopada również Hulk Hogan przyjął Miss Elizabeth jako swojego osobistego menedżera, co wzbudziło zazdrość jego partnera.
15 stycznia 1989 Hulk Hogan przypadkowo wyeliminował Randy’ego Savage’a w głównej walce na gali Royal Rumble. Obaj zaczęli się kłócić, ale Miss Elizabeth rozdzieliła ich i nakłoniła do pogodzenia się. W tym samym roku The Mega Powers rywalizowali z Akeemem i Big Boss Manem. Jedną z walk stoczyli 3 lutego. Wtedy Savage niechcący znokautował Miss Elizabeth, poważnie ją kontuzjując. Hogan pozostawił partnera w ringu żeby odnieść Miss Elizabeth na zaplecze, gdzie zajęli się nią medycy. Savage nie mógł sobie sam poradzić z dwoma przeciwnikami, ale Elizabeth namówiła Hogana żeby ten wrócił na ring. Hogan wrócił, dokończył walkę sam i wygrał pojedynek. Po walce poszedł za kulisy aby zobaczyć się z Elizabeth, ale zamiast niej zastał Savage’a, który oskarżył Hogana o spiskowanie przeciwko niemu i próby odebrania mu kochanki oraz tytułu mistrzowskiego. Następnie uderzył partnera swoim pasem mistrzowskim i zaczął go bić oraz poniżać. Savage stał się heelem nie stroniącym od łamania zasad. Przed zaplanowaną na gali Wrestlemania V walką między Savage’em, a Hulkiem Hoganem Miss Elizabeth musiała podjąć decyzję w czyim narożniku będzie menedżerem, co przykuło szczególną uwagę mediów WWF. 11 marca ogłosiła, że w czasie tej walki nie pojawi się w którymkolwiek narożniku.

#### Okres rozstania z Randym Savage’em
Od 1989 Miss Elizabeth nadal była menedżerem Hulka Hogana, ale Randy Savage wybrał na jej miejsce „Sensational” Sherri Martel.
1 kwietnia 1990 na gali WrestleMania VI miała miejsce pierwsza w historii WWF walka, w której brali udział i mężczyźni i kobiety. Dusty Rhodes i Sapphire pokonali Randy’ego Savage’a i Sherri Martel dzięki interwencji Miss Elizabeth. Gdy sędzia był zajęty próbą rozdzielenia Savage’a i Rhodesa, którzy siłowali się w narożniku, Elizabeth pomogła powalić Sherri, a Sapphire pomyślnie przypięła przeciwniczkę.
24 marca 1991 na gali WrestleMania VII Randy Savage zmierzył się z The Ultimate Warriorem w walce, w której przegrany miał być zmuszony do przejścia na emeryturę. Savage przegrał, a jego rozczarowana menedżerka Sherri Martel zaczęła go kopać gdy leżał nieprzytomny w ringu. Wtedy siedząca na widowni Miss Elizabeth wbiegła na ring i wyrzuciła z niego Sherri. Początkowo Savage myślał, że to właśnie Elizabeth go kopała, ale kiedy zrozumiał co się wydarzyło, on i Elizabeth pogodzili się, a Macho Man znowu stał się face’em. Na emeryturze Randy Savage zajął się komentatorstwem w WWF i oświadczył się Miss Elizabeth. Pobrali się 26 sierpnia 1991 w ringu na gali SummerSlam. Ich ślub został nazwany A Match Made in Heaven (pl. Dopasowanie stworzone w niebie – jest to gra słów, gdyż Match może równie dobrze oznaczać dopasowanie, jak też mecz, walkę). W rzeczywistości jednak Savage i Elizabeth byli małżeństwem od 1984, a w 1991 byli w separacji.

#### Ostatnie lata w WWF
W czasie ostatnich lat, rola Miss Elizabeth w WWF malała coraz bardziej, a ona sama występowała coraz rzadziej. Była zaangażowana w rywalizację Randy’ego Savage’a (który wrócił do kariery wrestlera) z Jakiem Robertsem w 1991 i Rikiem Flairem, który w 1992 twierdził, że ma dowody na romansowanie z nią.

### World Championship Wrestling
W 1995 zaczęła występować w World Championship Wrestling (WCW) u boku Hulka Hogana i Randy’ego Savage’a, którzy również dołączyli do organizacji.
11 lutego 1996 na SuperBrawl VI zwróciła się przeciwko Randy'emu Savage’owi, pomagając w walce przeciwko niemu Ricowi Flairowi. W 1996 została jednym z trzech valetów stajni Flaira The Four Horsemen. Wkrótce została zmuszona do dołączenia do stajni heelów New World Order, gdzie będąc jedyną kobietą nie była dobrze traktowana. Zmieniło się to, gdy do stajni dołączył Randy Savage i para odnowiła swoje relacje biznesowe.
W drugiej połowie 1998 została valetem Lexa Lugera i Kevina Nasha.
21 lutego 1999 na gali SuperBrawl IX jej włosy stały się częścią zakładu. Zostałaby ostrzyżona, gdyby nie to, że Kevin Nash i Scott Hall pokonali Reya Mysterio i Konnana. Zgodnie z zakładem, to Mysterio został zmuszony do zdjęcia swojej maski. Od 27 września byłą menedżerką Lexa Lugera, z którym w rzeczywistości była związana. W kayfabe Luger znęcał się psychicznie nad Elizabeth, a Sting stawał po jej stronie. 19 grudnia, gdy obaj toczyli ze sobą pojedynek, Elizabeth niespodziewanie uderzyła Stinga kijem baseballowym i pomogła wygrać Lugerowi. Wkrótce Luger i Ric Flair stworzyli tag team Team Package, którego Elizabeth została menedżerką.
W 2000 Vince Russo i Eric Bischoff przejęli kontrolę nad firmą, co rozpoczęło ich fabularny spór z Miss Elizabeth o warunki kontraktu. Russo zmuszał Elizabeth do walk przeciwko wytrenowanym wrestlerkom, ale Lex Luger zwykle spieszył jej z pomocą. Wkrótce zarówno Luger, jak i Elizabeth odeszli z World Championship Wrestling. Potem przez krótki czas występowali w World Wrestling All-Stars.

## Życie prywatne
Gdy pracowała w telewizji swojego ojca, poznała wrestlera Randalla Poffo, który później stał się lepiej znany pod pseudonimem Macho Man Randy Savage. Wzięli ze sobą ślub 30 grudnia 1984 we Frankfort w stanie Kentucky. Ich związek stał się częścią jednego z wątków fabularnych gal World Wrestling Federation. Z relacji współpracowników Savage’a, Tito Santany, Bad News Browna, George’a “The Animal” Steele’a, Bobby’ego Heenana, a także jego brata Lannyego Poffo, wynika, że Savage był zazdrosny i nadopiekuńczy wobec swojej żony. Miał ją zamykać samą w szatni i zabraniał poruszać się bez niego po arenie. Wątek konfliktu Savage’a, Elizabeth i Hulka Hogana w WWE miał być oparty na faktach i prawdziwych napięciach w zespole The Mega Powers. Gdy w kayfabe Savage poślubił swoją menedżerkę 26 sierpnia 1991, w rzeczywistości ich małżeństwo było już w stanie separacji. Rozwiedli się w kwietniu 1992, choć prawie do końca kariery występowali jako małżeństwo w kayfabe.
W 1997 Miss Elizabeth poślubiła mężczyznę o imieniu Cary Lubetsky. Ich małżeństwo zakończyło się rozwodem po kilku miesiącach. Po 1997 była w nierejestrowanym związku z Lexem Lugerem.
W 1999 poddała się operacji powiększenia biustu.

## Śmierć

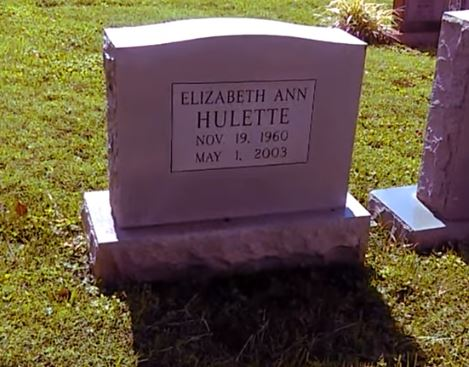
Nagrobek Miss Elizabeth

Zmarła 1 maja 2003 w Marietcie w Georgii w wyniku przedawkowania alkoholu i lekarstw. Znaleziono ją nieżywą w mieszkaniu Lexa Lugera. Została pochowana na cmentarzu Frankfort Cemetery w swoim rodzinnym mieście Frankfort.